# Доулу, Кенан
Кена́н Догулу́ (тур. Kenan Doğulu; род. 31 мая 1974, Стамбул, Турция) — турецкий певец.

## Биография
Родился в семье Йюрдаера и Серпил Догулy в 1974 году. У него есть старший брат Озан Доулу (1972 г.р) также музыкант и младшая сестра Джанан (1984 г.р).
В 2007 году Кенан выступил на конкурсе песни Евровидение-2007 с песней «Shake It Up Şekerim». К 2007 году выпустил 12 студийных альбомов. Также вместе с супругой Берен снимался в рекламе бытовой техники «Арчелик» (2015—2016).

## Личная жизнь
29 июля 2014 года в Лос-Анджелесе Кенан женился на актрисе Берен Саат, с которой встречался два года. Кенан старше своей супруги на 10 лет.

## Дискография
- Yaparım Bilirsin (1993)
- Sımsıkı Sıkı Sıkı (1994)
- Kenan Doğulu 3.5 (1996)
- Gençlik Marşı (1999)
- Ben Senin Herşeyinim (1999)
- Ex-Aşkım (2001)
- Kenan Doğulu 5.5 (2002)
- Demedi Deme (2003)
- Kenan Doğulu 6.5 (2004)
- Festival (2006)
- Kenan Doğulu 7.5 (2007)